# 莫尔尚
莫尔尚（法語：Morchain，法語發音：[mɔʁʃɛ̃]）是法国上法蘭西大區索姆省的一个市镇，属于佩罗讷区。

## 地理
莫尔尚（49°48'7"N, 2°54'48"E）面积5.84 平方千米，位于法国上法蘭西大區索姆省，该省份为法国北部沿海省份，北起加来海峡省和北部省，西接滨海塞纳省和大西洋英吉利海峡，南至瓦兹省，东临埃纳省。
与莫尔尚接壤的市镇（或旧市镇、城区）包括：索姆河畔贝唐库尔、埃佩南库尔、利库尔、梅尼勒圣尼凯斯、帕尔尼、波特。
莫尔尚的时区为UTC+01:00、UTC+02:00（夏令时）。

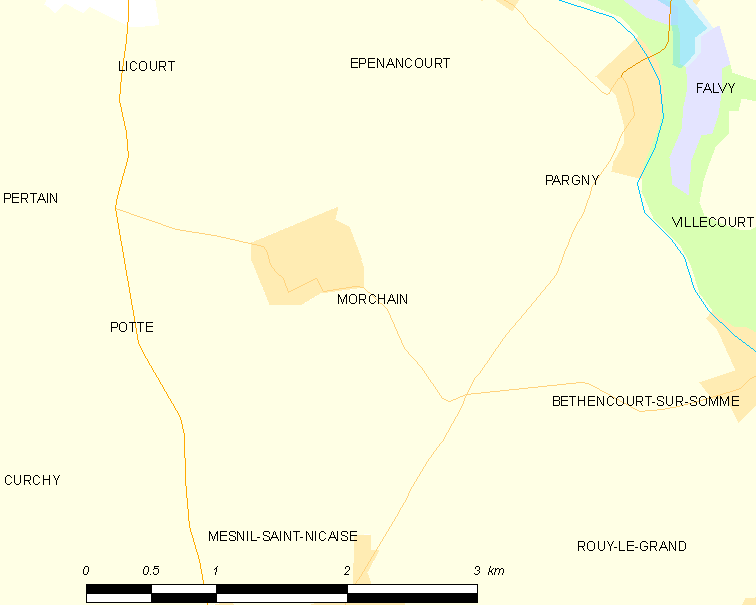
莫尔尚的OSM定位图

## 行政
莫尔尚的邮政编码为80190，INSEE市镇编码为80568。

## 政治
莫尔尚所属的省级选区为阿姆县。

## 人口

1962-2008年间莫尔尚人口变化图示

莫尔尚于2022年1月1日时的人口数量为359人。